# Ludwig Gumplowicz

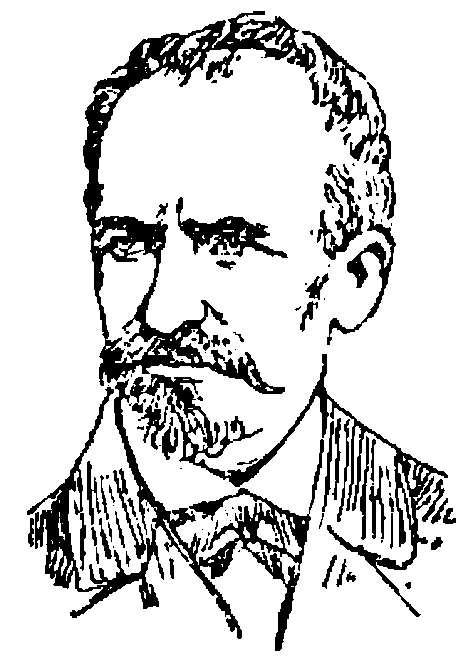
Ludwig Gumplowicz.

Ludwig Gumplowicz (Cracovia, 9 de marzo de 1838 - Graz, 20 de agosto de 1909) fue un jurista, politólogo y sociólogo polaco.
Nacido dentro de una familia, judía, en la antigua República de Cracovia, fue uno de los padres de la sociología europea. Ejerció la docencia en la Universidad de Graz, donde impartió clases de Derecho constitucional y Derecho administrativo.
Su pensamiento se enmarca dentro del darwinismo social, realizando aportes fundamentales a la Teoría del conflicto y a la Teoría del Estado. Dos de sus obras más conocidas son Der Rassenkampf: Sociologische Untersuchungen (1883) y Die sociologische Staatsidee (1902). 
Defenderá la existencia de grupos humanos heterogéneos en lucha por la supervivencia, cuestión que analiza en varias obras sobre las razas y las nacionalidades, publicadas entre 1875 y 1883. También estudiará el Derecho político desde una perspectiva filosófica en Das allgemeine Staatsrecht (1877). Igualmente, hará aportaciones sociológicas fundamentales en Grundriss der Sociologie (1885) y System socyologii (1887).
Influiría de forma decisiva en los trabajos sobre conflictos étnicos de Manuel González Prada. Tras habérsele diagnosticado cáncer, se suicidó junto a su esposa tomando un veneno. Falleció en Graz (Austria), a la edad de 71 años.
- Datos: Q533746
- Multimedia: Ludwig Gumplowicz (sociologist) / Q533746